# Eileen Fogarty
Eileen Fogarty là nữ diễn viên, nhà văn và nhà sản xuất người Mỹ gốc Việt. Cô nổi tiếng qua vai Bà Nguyễn trong chương trình truyền hình Better Call Saul và vai Nguyên Nguyễn trong phim hoạt hình hài F is for Family.

## Thân thế
Fogarty có cha là người Ireland và mẹ là người Việt Nam và lớn lên ở Singapore và Nam California. Cô ấy có thể nói được nhiều thứ tiếng, bao gồm tiếng Đức, tiếng Quan Thoại và tiếng Việt.

## Đời tư
Năm 1998, Fogarty kết hôn với Paddy Hirsch, một nhà báo người Anh sinh ra ở nước Anh và lớn lên ở Bắc Ireland. Hai vợ chồng sính sống tại Los Angeles, California.

## Sự nghiệp
Fogarty biểu diễn chương trình dành cho một phụ nữ mang tên It's Phuc Tap! (Thập phức tạp) tại Lễ hội Fringe Quốc tế New York năm 2005.

## Đóng phim
| Năm             | Tên phim                          | Vai diễn                   | Ghi chú                         |
| --------------- | --------------------------------- | -------------------------- | ------------------------------- |
| 2004            | American Dreams                   | Vợ của Pham Din            |                                 |
| 2004            | Will & Grace                      | Bà chủ nhà                 |                                 |
| 2008            | It's Always Sunny in Philadelphia | Nữ Nhân Viên Ngân Hàng     |                                 |
| 2008            | Grey's Anatomy                    | Chị gái của bà Trần        |                                 |
| 2009            | Weeds                             | Tiếp viên người Việt #2    |                                 |
| 2010            | Pretty Little Liars               | Nữ hầu bàn                 |                                 |
| 2010            | Desperate Housewives              | Người kể chuyện            |                                 |
| 2010            | Sons of Anarchy                   | Bác sĩ                     |                                 |
| 2011            | Criminal Minds: Suspect Behavior  | Người phụ nữ               |                                 |
| 2011            | Workaholics                       | Đồng nghiệp #4             |                                 |
| 2012            | Criminal Minds                    | Tiến sĩ Lâm                |                                 |
| 2012            | General Hospital                  | Y tá #2                    |                                 |
| 2013            | Anger Management                  | Cặp đôi nữ #4              |                                 |
| 2014            | The Middle                        | Người phụ nữ #1            |                                 |
| 2014            | The Fosters                       | Quản lý sân khấu           |                                 |
| 2015            | The Young and the Restless        | Y tá                       |                                 |
| 2015            | Extant                            | Phóng viên                 |                                 |
| 2015            | Secret in Their Eyes              | Angie - Lễ tân             |                                 |
| 2015–2016; 2018 | Better Call Saul                  | Bà Nguyễn                  | Định kỳ; 9 tập                  |
| 2016            | Angie Tribeca                     | Phóng viên #2              |                                 |
| 2016            | Jane the Virgin                   | Người phụ nữ xếp hàng      |                                 |
| 2016            | Castle                            | Élodie                     |                                 |
| 2016            | The Last Ship                     | Đại biểu Việt Nam          |                                 |
| 2017            | I'm Sorry                         | Joanne                     |                                 |
| 2017            | Teen Wolf                         | Y tá                       |                                 |
| 2017            | S.W.A.T.                          | Nữ Ủy viên Hội đồng Baliss |                                 |
| 2017            | How to Get Away with Murder       | Đại diện quầy bar          |                                 |
| 2017            | Modern Family                     | Susie                      |                                 |
| 2018–2021       | F Is for Family                   | Nguyên Nguyễn              | Vai lồng tiếng; định kỳ; 12 tập |
| 2020            | Stumptown                         | Laurel                     |                                 |
| 2020            | Perry Mason                       | Madam Jin                  |                                 |
| 2021            | B Positive                        | Tiến sĩ Maxwell            |                                 |